# Kabinett Konstantinos Karamanlis V
Das Kabinett Konstantinos Karamanlis V wurde nach dem Ende der Militärdiktatur in Griechenland am 24. Juli 1974 durch Konstantinos Karamanlis gebildet. Dieses auch Regierung der nationalen Einheit (Κυβέρνηση Εθνικής Ενότητας) genannte Kabinett bestand bis zum 21. November 1974 und wurde dann durch das sechste Kabinett Karamanlis abgelöst.

## Minister
| Ministeramt                                     | Amtszeit                                    | Minister                                               | Lebensdaten                               |
| ----------------------------------------------- | ------------------------------------------- | ------------------------------------------------------ | ----------------------------------------- |
| Ministerpräsident (Präsident des Ministerrates) | 24. Juli 1974                               | Konstantinos Karamanlis                                | * 1907 † 1998                             |
| Vizepräsident des Ministerrates                 | 24. Juli 1974                               | Georgios Mavros                                        | * 1909 † 1995                             |
| Auswärtiges                                     | 24. Juli 1974 17. Oktober 1974              | Georgios Mavros Dimitrios Bitsios                      | * 1909 † 1995 * 1915 †1984                |
| Nationale Verteidigung                          | 24. Juli 1974                               | Evangelos Averoff-Tossizza                             | * 1910 † 1990                             |
| Inneres                                         | 24. Juli 1974 26. Juli 1974 9. Oktober 1974 | Georgios Rallis Christoforos Stratos Panagiotis Zeppos | * 1918 † 2006 * 1924 † 1982 * 1908 † 1985 |
| Finanzen                                        | 26. Juli 1974 9. Oktober 1974               | Ioannis Pesmazoglou Nikolaos Fotias                    | * 1918 † 2003 * 1904 † 1987               |
| Justiz                                          | 24. Juli 1974 9. Oktober 1974               | Konstantinos Papakonstantinou Georgios Oikonomopoulos  | * 1907 † 1989 * 1903 † ????               |
| Koordination und Planung                        | 24. Juli 1974                               | Xenophon Zolotas                                       | * 1904 † 2004                             |
| Minister beim Ministerpräsidenten               | 26. Juli 1974 9. Oktober 1974               | Georgios Rallis Angelos S. Vlachos                     | * 1918 † 2006 * 1915 † 2003               |
| Öffentliche Arbeiten                            | 26. Juli 1974 9. Oktober 1974               | Georgios-Alexandros Mangakis Evangelos Kouloumpis      | * 1922 † 2011 * 1929 † 2009               |
| Nationale Bildung und religiöse Angelegenheiten | 24. Juli 1974                               | Nikolaos Louros                                        | * 1898 † 1986                             |
| Transport und Kommunikation                     | 26. Juli 1974 9. Oktober 1974               | Georgios Mylonas Georgios Leventis                     | * 1919 † 1998 Unbekannt                   |
| Beschäftigung                                   | 24. Juli 1974 9. Oktober 1974               | Konstantinos Laskaris Konstantinos Malatestas          | * 1918 † 1989 * 1909 † ????               |
| Soziale Dienste                                 | 24. Juli 1974 9. Oktober 1974               | Andreas Kokkevis Spyridon Doxiadis                     | * 1909 † 1997 * 1917 † 1991               |
| Landwirtschaft                                  | 24. Juli 1974 9. Oktober 1974               | Dimitrios Papaspyrou Nikolaos Christodoulou            | * 1902 † 1987 * 1901 † 1987               |
| Öffentliche Ordnung                             | 24. Juli 1974                               | Solon Gkikas                                           | * 1898 † 1978                             |
| Kultur und Wissenschaften                       | 24. Juli 1974 9. Oktober 1974               | Konstantinos Tsatsos Ioannis Panagiotopoulos           | * 1899 † 1987 * 1901 † 1982               |
| Industrie                                       | 26. Juli 1974 9. Oktober 1974               | Charalampos Protopappas Nikolaos Pharmakidis           | * 1920 † 2011 * 1911 † ????               |
| Handelsmarine                                   | 26. Juli 1974 9. Oktober 1974               | Ioannis Minaios Konstantinos Engolfopoulos             | * 1920 † 2000 * 1912 † 1991               |
| Handel                                          | 26. Juli 1974 9. Oktober 1974               | Athanasios Kanellopoulos Konstantinos Goustis          | * 1923 † 1994 * 1925                      |